# Kungliga orden av Oceaniens stjärna
Kungliga orden av Oceaniens stjärna är en hawaiisk riddarorden. Den grundades år 1886 av kungen Kalākaua och den delas ut för insatser för det grundande arbete av en oceanisk konfederation.
Utmärkelsen delas i sju klasser:
- Storkors
- Storofficerare
- Kommendör
- Officerare
- Riddare
- Guldmedalj
- Silvermedalj